# Jeff Reine-Adélaïde
Jeff Jason Reine-Adélaïde (Champigny-sur-Marne, 17 gennaio 1998) è un calciatore francese di origini martinicane, centrocampista dell'Heracles Almelo.

## Biografia
Il fratello maggiore Jonathan è anch'egli calciatore.

## Caratteristiche tecniche
È un mediano, duttile tatticamente, che fa della forza e dell'intensità i suoi punti di forza.

## Carriera

### Club

#### Arsenal
Cresciuto nelle giovanili del Lens, il 1º luglio 2015 viene acquistato a titolo definitivo per 2,5 milioni di euro dalla squadra inglese dell'Arsenal. Ha fatto il suo esordio con i Gunners il 9 gennaio 2016 in occasione del match di FA Cup vinto 3-1 contro il Sunderland.

#### Angers
Nella sessione invernale del calciomercato del 2018 viene ceduto in prestito alla squadra francese dell'Angers. Il successivo 10 febbraio sigla il proprio debutto con i francesi, in occasione di una gara contro il Monaco. Al termine della stagione viene acquistato a titolo definitivo per 1,6 milioni di euro, sottoscrivendo un contratto quadriennale con scadenza il 30 giugno 2022.
Inizia la stagione 2018-2019 giocando da titolare la gara casalinga contro il Nîmes, persa per 3-4. Nel corso delle partite, il francese trova sempre più continuità, diventando di fatto una prima scelta. Trova le sue prime reti da professionista il 6 aprile 2019, mettendo a segno una doppietta in una gara contro il Rennes. Termina la stagione con 36 presenze e 3 reti.

#### Olympique Lione e prestiti
Il 14 agosto 2019, Reine-Adélaïde viene acquistato dall'Olympique Lione per circa 25 milioni di euro, firmando un contratto quinquennale. Debutta con il club il 31 agosto seguente, in un match contro il Bordeaux. Trova la sua prima rete con i lionesi il 23 novembre, in occasione di una gara casalinga contro il Nizza. Nel mese di dicembre rimedia la rottura del legamento crociato, che gli farà terminare la stagione con largo anticipo.
Il 5 ottobre 2020, viene ceduto in prestito per una stagione al Nizza. Esordisce con i rossoneri il 25 ottobre successivo, in una gara contro il Lilla. Il 23 dicembre, in occasione di un match interno contro il Lorient, sigla la sua prima marcatura. Il 3 febbraio 2021, durante il derby contro il Monaco, si vede costretto ad uscire dal campo al 45' minuto per via di un infortunio al ginocchio. Il giorno dopo gli viene diagnosticata un'ennesima rottura del legamento crociato, che lo costringerà nuovamente a saltare tutto il resto della stagione. Al termine della stagione non viene riscattato.
Rientrato a Lione, rimane fuori dai giochi per tutta la prima parte della stagione 2021-2022, tornando a giocare in campionato nel marzo 2022. Rimane al club per un'altra stagione, dove colleziona solamente 14 presenze.
Il 30 gennaio 2023, viene ceduto in prestito al Troyes fino al termine della stagione. Due giorni dopo, esordisce ufficialmente con il club, in un match esterno perso per 4-1 contro il Tolosa. In 6 mesi di permanenza mette assieme un totale di 6 presenze, rimanendo svincolato a fine stagione data la scadenza del contratto con il Lione.

#### RWDM47
Il 6 settembre 2023, Reine-Adélaïde passa a titolo definitivo all'RWDM47, squadra della Pro League belga, con cui firma un contratto annuale, con opzione per un'ulteriore stagione. Il trasferimento, avvenuto gratuitamente, ha incluso una clausola sul 40% di una futura rivendita a favore del Lione. Esordisce in campionato il 23 settembre, in un incontro esterno con l'Anversa. Il 5 dicembre mette a segno la sua prima rete, decidendo la gara contro il Kortrijk valida per gli ottavi di finale della Coupe de Belgique. Successivamente il 3 marzo 2024, sempre contro il Kortrijk, marcherà la sua prima rete in campionato. Termina la stagione con 27 presenze e 3 reti, lasciando il club a fine stagione in seguito alla scadenza naturale del suo contratto. 

#### Salernitana
Il 20 agosto 2024 firma un contratto biennale con la Salernitana. Dopo esser rimasto fermo per circa un mese a causa di un infortunio muscolare, il 21 settembre debutta ufficialmente in maglia granata, in occasione di un pareggio a reti bianche in casa della Reggiana. Il 15 febbraio 2025 segna la sua prima rete nel campionato italiano, nella sconfitta per 3-2 in casa della Carrarese. Complice una stagione martoriata da acciacchi fisici, colleziona solamente 13 presenze, con il club granata retrocesso in Serie C.

### Nazionale
Compie tutta la trafila delle nazionali giovanili francese, per poi debuttare nell'ottobre 2018 con la nazionale Under-21 francese, diventandone capitano.

## Statistiche

### Presenze e reti nei club
Statistiche aggiornate al 4 maggio 2025.
| Stagione        | Squadra         | Campionato      | Campionato | Campionato | Coppe nazionali | Coppe nazionali | Coppe nazionali | Coppe continentali | Coppe continentali | Coppe continentali | Altre coppe | Altre coppe | Altre coppe | Totale | Totale | Totale |
| Stagione        | Squadra         | Comp            | Pres       | Reti       | Comp            | Pres            | Reti            | Comp               | Pres               | Reti               | Comp        | Pres        | Reti        | Pres   | Reti   |        |
| --------------- | --------------- | --------------- | ---------- | ---------- | --------------- | --------------- | --------------- | ------------------ | ------------------ | ------------------ | ----------- | ----------- | ----------- | ------ | ------ | ------ |
| 2014-2015       | Lens            | L1              | 0          | 0          | CF+CdL          | -               | -               | -                  | -                  | -                  | -           | -           | -           | 10     | 0      |        |
| 2015-2016       | Arsenal         | PL              | 0          | 0          | FACup+CdL       | 2+0             | 0               | UCL                | 0                  | 0                  | -           | -           | -           | 2      | 0      |        |
| 2016-2017       | Arsenal         | PL              | 0          | 0          | FACup+CdL       | 3+3             | 0               | UCL                | 0                  | 0                  | -           | -           | -           | 6      | 0      |        |
| 2017-gen. 2018  | Arsenal         | PL              | 0          | 0          | FACup+CdL       | 0               | 0               | UEL                | 0                  | 0                  | -           | -           | -           | 0      | 0      |        |
| Totale Arsenal  | Totale Arsenal  | Totale Arsenal  | 0          | 0          |                 | 8               | 0               |                    | 0                  | 0                  |             | -           | -           | 8      | 0      |        |
| 2017-2018       | Angers          | L1              | 10         | 0          | CF+CdL          | -               | -               | -                  | -                  | -                  | -           | -           | -           | 10     | 0      |        |
| 2018-2019       | Angers          | L1              | 35         | 3          | CF+CdL          | 1+0             | 0               | -                  | -                  | -                  | -           | -           | -           | 36     | 3      |        |
| ago. 2019       | Angers          | L1              | 1          | 1          | CF+CdL          | -               | -               | -                  | -                  | -                  | -           | -           | -           | 1      | 1      |        |
| Totale Angers   | Totale Angers   | Totale Angers   | 46         | 4          |                 | 1               | 0               |                    | -                  | -                  |             | -           | -           | 47     | 4      |        |
| ago. 2019-2020  | Olympique Lione | L1              | 14         | 2          | CF+CdL          | 0+0             | 0               | UCL                | 8                  | 0                  | -           | -           | -           | 22     | 2      |        |
| lug.-ott. 2020  | Olympique Lione | L1              | 1          | 0          | CF              | 0               | 0               | -                  | -                  | -                  | -           | -           | -           | 1      | 0      |        |
| 2020-2021       | Nizza           | L1              | 14         | 1          | CF              | 0               | 0               | UEL                | 4                  | 0                  | -           | -           | -           | 18     | 1      |        |
| 2021-2022       | Olympique Lione | L1              | 10         | 0          | CF              | 0               | 0               | UEL                | 1                  | 0                  | -           | -           | -           | 11     | 0      |        |
| 2022-gen. 2023  | Olympique Lione | L1              | 14         | 0          | CF              | -               | -               | -                  | -                  | -                  | -           | -           | -           | 14     | 0      |        |
| Totale O. Lione | Totale O. Lione | Totale O. Lione | 39         | 2          |                 | 0               | 0               |                    | 9                  | 0                  |             | -           | -           | 48     | 2      |        |
| gen.-giu. 2023  | Troyes          | L1              | 6          | 0          | CF              | 0               | 0               | -                  | -                  | -                  | -           | -           | -           | 6      | 0      |        |
| 2023-2024       | RWDM47          | D1              | 20+5       | 1+1        | CB              | 2               | 1               | -                  | -                  | -                  | -           | -           | -           | 27     | 3      |        |
| 2024-2025       | Salernitana     | B               | 13         | 1          | CI              | 0               | 0               | -                  | -                  | -                  | -           | -           | -           | 13     | 1      |        |
| Totale carriera | Totale carriera | Totale carriera | 145        | 10         |                 | 11              | 1               |                    | 13                 | 0                  |             | -           | -           | 169    | 11     |        |

## Palmarès

### Club

#### Competizioni nazionali
- Coppa d'Inghilterra: 1

Arsenal: 2016-2017